# Pfarrkirche Thüringerberg

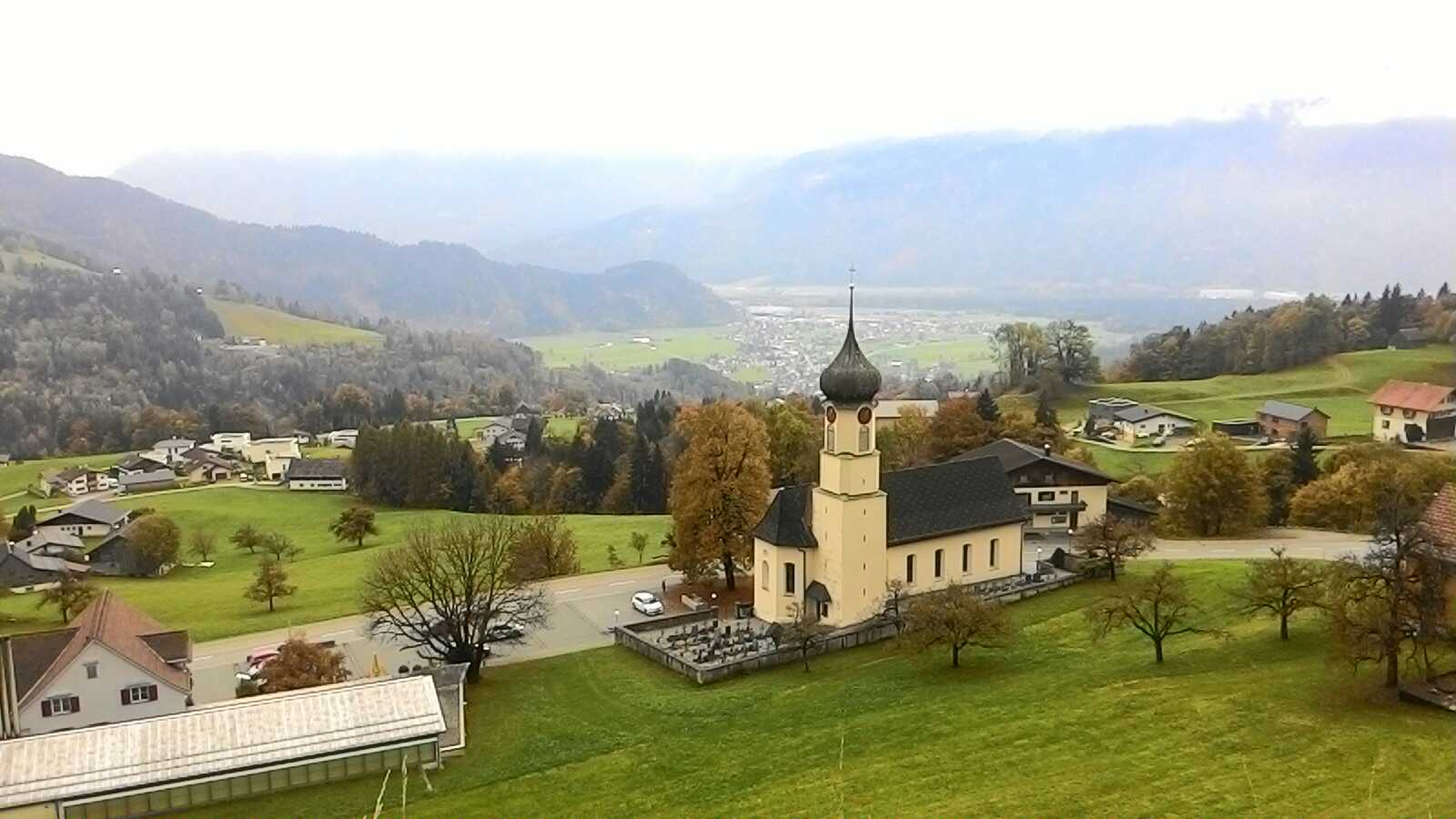
Pfarrkirche Hl. Andreas in Thüringerberg

Die römisch-katholische Pfarrkirche zum Hl. Andreas steht in der Gemeinde Thüringerberg im Bezirk Bludenz in Vorarlberg. Sie wurde von 1782 bis 1783 erbaut und erst 1790 geweiht. Die Kirche wurde 1894 aufgrund von unzureichendem Platz erweitert und 1959/1960 nochmals verlängert und modernisiert. Die letzte Renovierung fand 1989/1990 statt.
Im Jahr 1786 bekam Thüringerberg einen eigenen Seelsorger und 1835 wurde die Kirche zur Pfarrkirche erhoben, nachdem die Kuratie zur selbständigen Pfarre erhoben wurde.

## Einrichtung
Die Kirche erhielt 1864 drei neue Altäre, welche 1960 durch einen Volksaltar ersetzt wurden. Seit 1990 befindet sich der derzeitige Altar in der Kirche.

## Orgel
Die erste Orgel wurde 1805 aufgestellt, sie wurde 1773 erbaut und stand zuvor in der Pfarrkirche Thüringen. Ab 1860 folgte ein neues Instrument bis 1994 durch sechs Orgelpatinnen wieder eine neue Orgel der Orgelbaufirma Pflüger finanziert werden konnte. Diese befindet sich im Altarraum und verfügt über 18 Register verteilt auf zwei Manuale und Pedal. Die Spiel- und Registertrakturen sind mechanisch, das Brustwerk ist außerdem schwellbar.
| I Hauptwerk C–g3 |    |
| Principal        | 8′ |
| Spitzflöte       | 8′ |
| Octav            | 4′ |
| Holzflöte        | 4′ |
| Superoctav       | 2' |
| Mixtur 4f.       | 2' |

| II Brustwerk C–g3 |      |
| Holzgedackt       | 8′   |
| Holzflöte         | 4′   |
| Sesquialter       | 2f.  |
| Blockflöte        | 2′   |
| Principal         | 2′   |
| Cymbel 3f.        | 2⁄3′ |
| Dulzian           | 8′   |
| Tremulant         |      |

| Pedal C–f1  |     |
| Subbass     | 16′ |
| Oktavbass   | 8′  |
| Gedacktbass | 8′  |
| Choralbass  | 4′  |
| Fagott      | 16′ |

- Koppeln: HW/P, BW/P, BW/HW

## Quelle
- Gemeinde Thüringerberg: Pfarrkirche St. Andreas; abgerufen am 23. Okt. 2016

Koordinaten: 47° 12′ 54,4″ N, 9° 46′ 56,8″ O